# Remontnojei járás
A Remontnojei járás (oroszul: Ремонтненский район) Oroszország egyik járása a Rosztovi területen. Székhelye Remontnoje.

## Népesség
- 1989-ben 23 202 lakosa volt.
- 2002-ben 21 497 lakosa volt.
- 2010-ben 19 152 lakosa volt, melyből 13 106 orosz, 2 000 dargin, 991 csecsen, 200 ukrán, 100 fehérorosz, 72 örmény, 62 avar, 45 csuvas, 32 tabaszaran, 28 moldáv, 25 tatár stb.